# And Then There Were None (1945)
And Then There Were None is een  Amerikaanse misdaadfilm uit 1945 onder regie van René Clair. Het scenario is gebaseerd op de misdaadroman Tien kleine negertjes (1936) van de Britse auteur Agatha Christie. Clair won met deze film de hoofdprijs op het filmfestival van Locarno.

## Verhaal
Tien mensen worden uitgenodigd op een huis op een afgelegen eiland. De gastheer komt niet opdagen. Een voor een worden de gasten vermoord.

## Rolverdeling
| Acteur           | Personage                      |
| ---------------- | ------------------------------ |
| Barry Fitzgerald | Rechter Francis J. Quinncannon |
| Walter Huston    | Dr. Edward G. Armstrong        |
| Louis Hayward    | Philip Lombard                 |
| June Duprez      | Vera Claythorne                |
| Roland Young     | William Henry Blore            |
| Mischa Auer      | Prins Nikita Starloff          |
| C. Aubrey Smith  | Generaal John Mandrake         |
| Judith Anderson  | Emily Brent                    |
| Richard Haydn    | Thomas Rogers                  |
| Queenie Leonard  | Ethel Rogers                   |